# Позада-де-Сарамагуш
Позада-де-Сарамагуш (порт. Pousada de Saramagos; МФА: [po.ˈza.dɐ dɨ sɐ.ɾɐ.ˈma.guʃ]) — парафія в Португалії, у муніципалітеті Віла-Нова-де-Фамалікан. Розташована в північно-західній частині країни, на теренах історичної португальської провінції Дору-Міню. Входить до складу округу Брага. За адміністративним поділом, чинним до 1976 року, терени парафії були складовою провінції Міню. Належить до Бразької архідіоцезії Католицької церкви. Патрон — Мартин Турський. Площа — 2,1203 км². Населення — 2234 ос. (2011). Середньо урбанізований регіон. Густота населення — 1053,62 осіб/км²
. Код — 031232.

## Населення
| Кількість мешканців | Кількість мешканців | Кількість мешканців | Кількість мешканців | Кількість мешканців | Кількість мешканців | Кількість мешканців | Кількість мешканців | Кількість мешканців | Кількість мешканців | Кількість мешканців | Кількість мешканців | Кількість мешканців | Кількість мешканців | Кількість мешканців |
| ------------------- | ------------------- | ------------------- | ------------------- | ------------------- | ------------------- | ------------------- | ------------------- | ------------------- | ------------------- | ------------------- | ------------------- | ------------------- | ------------------- | ------------------- |
| 1864                | 1878                | 1890                | 1900                | 1911                | 1920                | 1930                | 1940                | 1950                | 1960                | 1970                | 1981                | 1991                | 2001                | 2011                |
| 157                 | 179                 | 217                 | 451                 | 419                 | 434                 | 508                 | 722                 | 842                 | 1 169               | 1 564               | 1 858               | 1 936               | 2 016               | 2 234               |